# Корейская ассоциация дружбы
Корейская ассоциация дружбы  (исп. Asociación Coreana de Amistad, кор. 조선우호협회, англ. Korean Friendship Association, KFA), — Международная организация культурного и гуманитарного сотрудничества с КНДР со штаб-квартирой в Испании. Имеет официальных представителей в 35 странах, включая США, Канаду, Бразилию, Германию, Норвегию, Россию, Китай, Швейцарию, Италию, Бельгию, Турцию, Израиль, Польшу и объединяет членов из 120 стран.

## История
Корейская ассоциация дружбы (KFA) была основана в 2000 году с целью создания международных связей с Корейской Народно-Демократической Республикой. Основателем и на 2012 год действующим президентом KFA является испанский специалист по IT-технологиям  Алехандро Као де Бенос де Лес Перес. Организация признана КНДР, объединяет её сторонников в мире, сотрудничает с властями и получает от них официальную информацию. Занимается также организацией туристических поездок в КНДР. Президент KFA получил звание специального представителя Комитета по культурным связям с зарубежными странами.
Отделения KFA работают без официального финансирования, в некоторых случаях, члены общаются только по спискам рассылок чезез Интернет.
В 2004 году члены организации в Северной Корее провели марш за мир и единство Кореи, и в поддержку политики КНДР.

## Официальные цели
Организация декларирует следующие цели:
1. Распространение в мире правдивой информации о положении в КНДР,
2. Защита независимости и социалистического строительства КНДР,
3. Изучение истории и культуры корейского народа
4. Содействие мирному объединению корейского полуострова.

## Направления работы
1. Проведение конференций и встреч о корейской истории и культуре.
2. Консультирование и информационная помощь для бизнеса и дипломатии по работе в КНДР.
3. Телевизионные, радио и другие программы для средств массовой информации.
4. Культурный обмен с разными странами.
5. Контакты с ассоциациями, компаниями и лицами, заинтересованными Северной Кореей.

## Организации дружбы с КНДР в СНГ
- Российское Общество дружбы и культурного сотрудничества с КНДР.
  - Президент — контр-адмирал В. Толстиков (умер в 2011 г.)[4], с 2011 г. — Виктор Алексеевич Петров[5],
  - первый заместитель — кандидат исторических наук, заведующий отделением Института Востоковедения РАН Александр Воронцов[6].

- Общество дружбы «Карелия — КНДР» (РФ), Председатель — Виктор Егоров[7][8][9].

- Общество дружбы «Беларусь — КНДР»[10]. Председатель — журналист, экс-вице-мэр Минска Виктор Чикин[11][12].

- Общество «Украина — КНДР», председатель — журналист Николай Полищук, зам. председателя — д.м.н, д.б.н. Геннадий Бердышев[13][14][15].

- Общество дружбы «Кыргызстан — КНДР»[16]